# Dragoljub Mićunović
Dragoljub Mićunović (srbsky Драгољуб Мићуновић, * 14. července 1930 Merdare) je srbský filozof a politik v parlamentních volbách 2016 byl zvolen poslancem Parlamentu. Dragoljub Mićunović je členem parlamentní skupiny Demokratické strany v srbském parlamentu, současně je předsedou politické rady Demokratické strany a je jedním ze 13 intelektuálů, kteří obnovili předválečnou Demokratickou stranu.

## Životopis

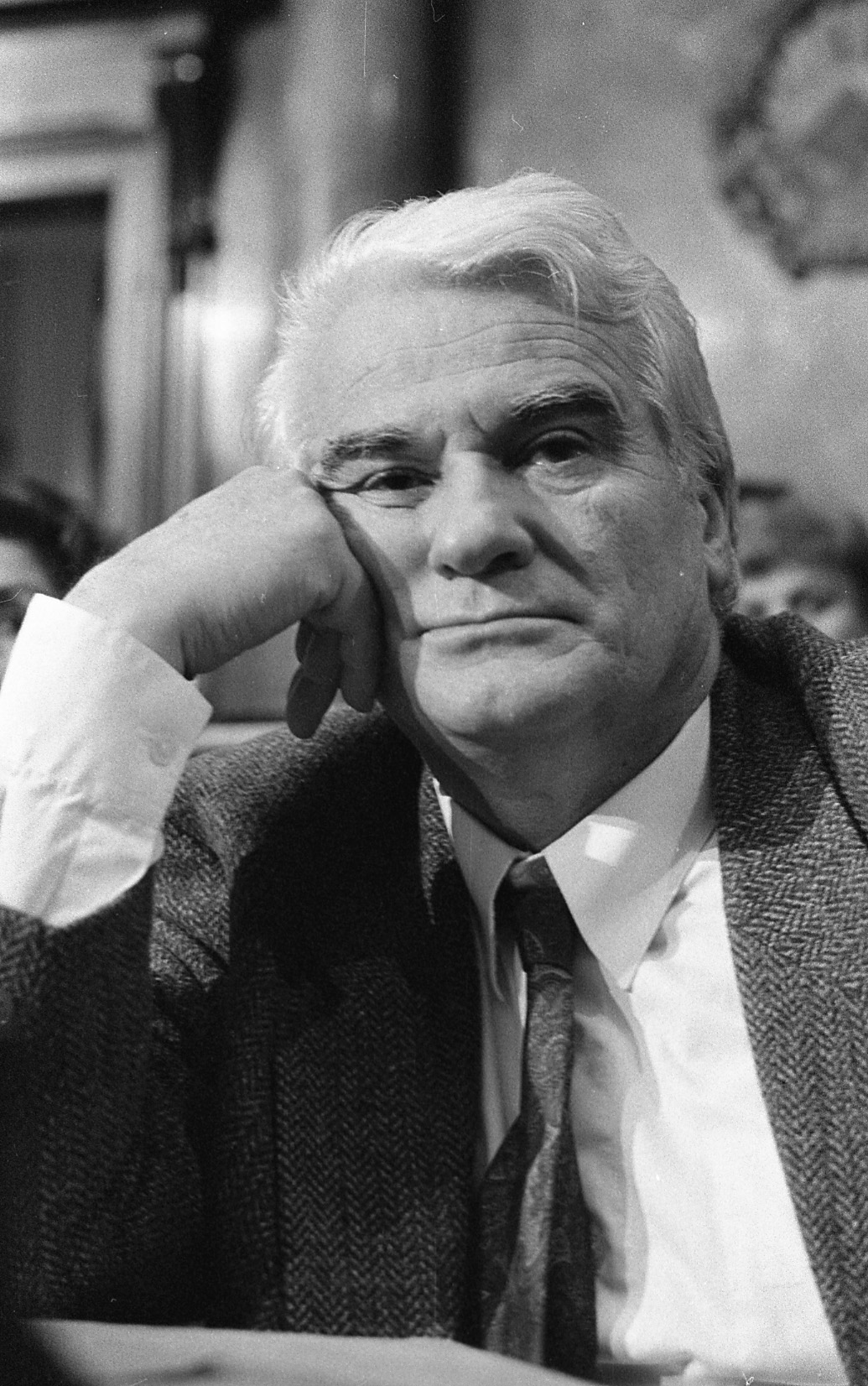
Mićunović, 90. léta

V roce 1950 absolvoval gymnázium v Prokuplje. Poté se zapsal na studia filozofie na Filozofické fakultě v Bělehradě, kde v roce 1954 promoval. Jako osmnáctiletý strávil jeden rok a osm měsíců v táboře na Golom Otoku, protože byl jako mladý komunista a člen Komunistické strany Jugoslávie a později Svazu komunistů Jugoslávie ideologicky nakloněn Sovětskému svazu a Josefu Stalinovi.
Po ukončení studia pracoval Mićunović jako profesor filozofie a psychologie v Kruševci. Začátkem šedesátých let se stal docentem na Filozofické fakultě Bělehradské univerzity.
V roce 1968 byl jedním z organizátorů studentských demonstrací v Bělehradě, za což byl zatčen. Důvodem protestů byl boj proti tzv. rudé buržoazii a politický boj za nastolení většího komunismu, tedy stalinismu. Na počátku roku 1975, spolu se sedmi dalšími profesory, byl vyloučen z bělehradské filosofické fakulty z důvodu „politické nezpůsobilosti“. Několik následujících let strávil v Německu kde se politicky formoval jako demokrat. V roce 1983 se vrátil do Jugoslávie. Byl členem Výboru pro obranu svobody myšlení a projevu v bývalé Socialistické federativní republice Jugoslávii. Je také jedním ze zakladatelů Institutu filozofie a sociální teorie, Univerzity v Bělehradě. Byl členem skupiny Praxis, zastávající myšlenku nedogmatického marxismu.
V roce 1989 se podílel na obnovení Demokratické strany a v únoru 1990 byl zvolen prezidentem DS. V prosinci téhož roku byl v prvních pluralitních volbách zvolen poslancem parlamentu. O dva roky později, v roce 1992, se stal členem Rady republik Parlamentu Svazové republiky Jugoslávie.
V roce 1994 rezignoval na post prezidenta Demokratické strany. V roce 1996 tak byla vytvořila nová strana s názvem Demokratické centrum a Mićunović se stal předsedou této strany. Téhož roku, v listopadu, se stal členem opoziční koalice „Společně“ (Zajedno) v Radě občanů Parlamentu Svazové republiky Jugoslávie.
Koncem roku 1999 byl Mićunović jedním z iniciátorů sjednocení srbských opozičních stran do jednoho bloku. To v lednu 2000 vedlo k vytvoření DOSu (Demokratická opozice Srbska). Když se DOS v říjnu 2000 dostala k moci, Mićunović se stal předsedou Rady občanů Parlamentu SR Jugoslávie. A v únoru 2003 po zániku Svazové republiky Jugoslávie byl zvolen předsedou parlamentu Srbska a Černé Hory.
V listopadu 2003 byl prezidentským kandidátem DOS ve volbách, kde v prvním kole získal méně hlasů než kandidát Srbské radikální strany Tomislav Nikolić. V prosinci téhož roku byl v předčasných srbských parlamentních volbách zvolen poslancem Srbského parlamentu. Začátkem roku 2004 stává se také poslancem parlamentu Srbska a Černé Hory.
V předčasných volbách byl v lednu 2007 znovu zvolen do srbského parlamentu, poté v květnu 2008, a květnu 2012.
V současné době je předsedou politické rady Demokratické strany.

## Ocenění
- Řád italské hvězdy solidarity, hlavní důstojník (Itálie)[3]
- Řád čestné legie, Oficir (Francie)[4]